# Projektmanagementmethode
Eine Projektmanagementmethode ist eine formalisierte und standardisierte Herangehensweise an Projekte, die insbesondere eine konkrete Ausgestaltung des Projektmanagements – im Ganzen oder bezogen auf Teilaspekte – vorschreibt.

## Projektplanungsmethoden
- Goal Directed Project Management (GDPM)
- Critical-Chain-Projektmanagement (CCPM)
- Methode des kritischen Pfades (engl. Critical Path Method, CPM)
- Projektstrukturplan (PSP) (engl. Work Breakdown Structure, WBS)
- Kollaboratives Projektmanagement (engl. Collaborative Project Management (CPM))

## Formale Projektmanagementsysteme
- DIN 69900–69905, u. a. DIN 69901
- ISO 10006
- PMBOK Guide: PM-Standard des Project Management Institute
- IPMA ICB: PM-Standard der International Project Management Association
- PRINCE2:  PM-Standard der AXELOS
- V-Modell: Vorgehensmodell; Standard für Projektmanagement IT-Entwicklung im öffentlichen Dienst in Deutschland
- HERMES ist die Projektmanagementmethode für Informatikprojekte in der schweizerischen Bundesverwaltung
- Project Management Maturity Model (PMMM) (vergleiche CMMI)
- IEC 62198 Project Risk Management